# 森潔
森 潔（もり きよし）は、日本の医学者、医師。専門は、薬理学・総合内科学・腎臓内科学・分子生物学。学位は、博士（医学）。
静岡県立総合病院腎臓研究科部長、静岡社会健康医学大学院大学社会健康医学研究科教授、静岡県立大学薬学部特任教授。元京都大学特定准教授。

## 来歴

### 生い立ち
京都大学に進学、医学部にて学び、1990年3月、同大学を卒業。在学中に医師国家試験に合格。1990年4月より、神戸市立中央市民病院にて、内科の研修医として勤務。また、京都大学の大学院にも進学、医学研究科にて学んだ。1997年3月、京都大学大学院博士課程修了に伴い、博士（医学）の学位を取得。

### 研究者として
大学院修了後、1997年4月より日本学術振興会特別研究員となり、その後渡米、2002年4月よりコロンビア大学医学部博士研究員となった。帰国後は、2005年10月より、母校・京都大学の大学院医学研究科の産学官連携講師に就任。2010年4月、京都大学大学院医学研究科特定准教授に昇任。2016年4月、静岡県立総合病院腎臓研究科部長に就任。また、同年4月より、静岡県立大学薬学部特任教授を兼任、主として薬学科の講義を担当、分子臨床薬理学分野を受け持った。2021年4月、新設された静岡社会健康医学大学院大学の社会健康医学研究科教授に就任。

## 研究

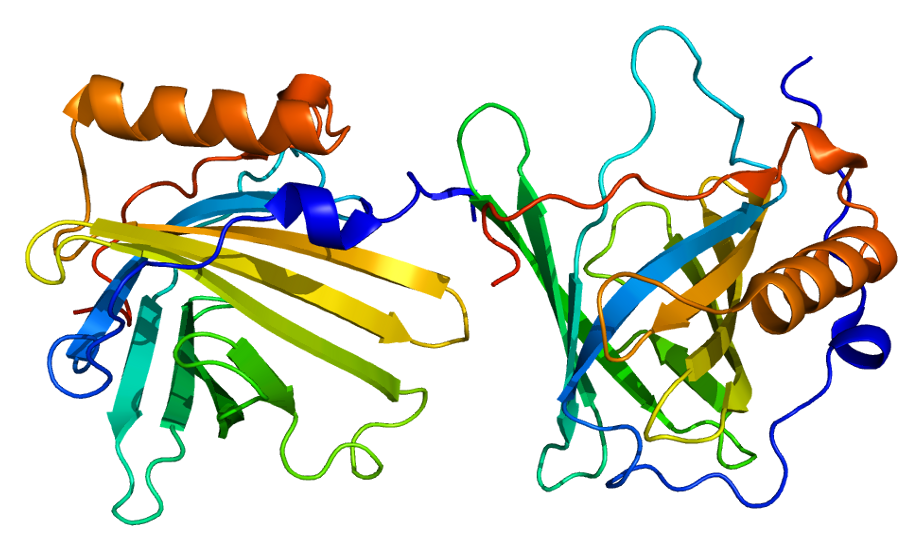
好中球ゼラチナーゼ結合性リポカリンの模式図

専門は医学。特に、薬理学・一般内科学・腎臓病学・分子生物学を研究。具体的には、糖尿病性腎症について、その病態や治療法についての研究に従事。また、急性腎障害や慢性腎臓病のためのバイオマーカーの研究にも取り組んだ。
京都大学第二内科入局以来、腎臓における新規細胞間の情報伝達分子について研究を継続、高システイン蛋白質61がメサンギウム細胞の遊走を防ぐことを明らかにした。コロンビア大学留学時には、腎の上皮化誘導因子として好中球ゼラチナーゼ結合性リポカリンの単離に成功するとともに、急性腎不全において尿細管、血液、尿の中に好中球ゼラチナーゼ結合性リポカリンが極めて増加することを報告した。日本に帰国後も、好中球ゼラチナーゼ結合性リポカリンが慢性腎臓病の重症度や治療効果の測定時に有用であることを提示するなど、バイオマーカーとして活用することを試みてきた。
その研究成果に関して、日本腎臓学会の褒賞選考委員会は、「高い先見性を持って、最先端の研究手法を開発・駆使し、腎疾患の病態形成に関わる新しい分子メカニズムの発見と、臨床応用を実現した」と評しており、日本腎臓学会から「腎臓における新規細胞間情報伝達分子の探索と臨床応用」に対しては大島賞が授与された。また、成人血管病研究振興財団からは若手研究者奨励賞（岡本研究奨励賞）が授与され、のちに「成人血管病における新規分泌シグナルNgalの診断的治療的意義」に対して井村臨床研究奨励賞も授与された。さらに、「シグナルシークエンストラップ法によるマウス腎臓のスクリーニング及び新規膜結合型炭酸脱水酵素の単離と解析」に対して、日本心血管内分泌代謝学会から若手研究奨励賞が授与された。そのほか、分子腎臓研究会からも、研究者奨励賞が授与された。
なお、日本内科学会の認定医・総合内科専門医・指導医や、日本腎臓学会の認定専門医・指導医に加え、日本透析医学会の専門医の資格も所持する。

## 略歴
- 1990年 - 京都大学医学部卒業。
- 1990年 - 神戸市立中央市民病院内科研修医。
- 1997年 - 京都大学大学院医学研究科博士課程修了。
- 1997年 - 日本学術振興会特別研究員。
- 2002年 - コロンビア大学医学部博士研究員。
- 2005年 - 京都大学大学院医学研究科産学官連携講師。
- 2010年 - 京都大学大学院医学研究科特定准教授。
- 2016年 - 静岡県立総合病院腎臓研究科部長。
- 2016年 - 静岡県立大学薬学部特任教授。
- 2021年 - 静岡社会健康医学大学院大学社会健康医学研究科教授。

## 賞歴
- 1999年 - 日本心血管内分泌代謝学会若手研究奨励賞。
- 2000年 - 若手研究者奨励賞（岡本研究奨励賞）。
- 2006年 - 分子腎臓研究会研究者奨励賞。
- 2009年 - 大島賞。
- 2009年 - 井村臨床研究奨励賞。